# Tensor

Figura 1. Tensão mecânica ou estresse: um tensor de segunda ordem. Os componentes do tensor, em um sistema tridimensional de coordenadas cartesianas, formam a matriz
cujas colunas são as forças que atuam sobre as faces,, e do cubo

Tensores são entidades geométricas introduzidas na matemática e na física para generalizar a noção de escalares, vetores e matrizes. Assim como tais entidades, um tensor é uma forma de representação associada a um conjunto de operações tais como a soma e o produto. Um exemplo mais sofisticado é o tensor tensão de Cauchy T, que toma uma direção v como entrada e produz a tensão T(v) sobre a superfície normal a v como saída, expressando assim uma relação entre estes dois vetores, mostrada na figura (direita).
Muitas grandezas físicas são melhor representadas como a correspondência entre um conjunto de vetores e outra. Por exemplo, a Tensão (mecânica) ou estresse (figura 1) toma uma direção (vetor) como entrada e produz a tensão sobre a superfície normal a este vetor como saída e, assim, expressa a relação entre estes dois vetores.
É possível obter um tensor examinando o que ele faz para uma coordenada base. A quantidade resultante é então organizada como uma matriz multi-dimensional. A independência de coordenadas de um tensor toma a forma da transformação que relaciona a matriz de um sistema de coordenadas para o outro.
De um modo mais formal, tensores são a generalização dos conceitos de vetor, funcional linear, transformação linear, forma bilinear, e, de modo geral, aplicações n-lineares que levam n1 vetores a n2 vetores. Tensores são essenciais em diversas áreas da física, como mecânica clássica, electromagnetismo e a teoria da Relatividade. Exemplos:
- Mecânico - Acima o tensor da Tensão (mecânica) está representada em apenas duas dimensões. Mais corretamente (figura 1) a tensão é modelada pelo tensor de Cauchy com nove componentes, três para cada dimensão. O tensor das tensões de Cauchy é usado para análise de tensões dos corpos materiais experimentando pequenas deformações.
- Elétrico - Na figura abaixo, uma carga elétrica produz um campo escalar de potenciais elétricos, um campo vetorial (campo elétrico) e um campo tensorial de estresses. Campo tensorial é uma generalização de campo vetorial, em que, a cada ponto, temos não um vetor mas um tensor.

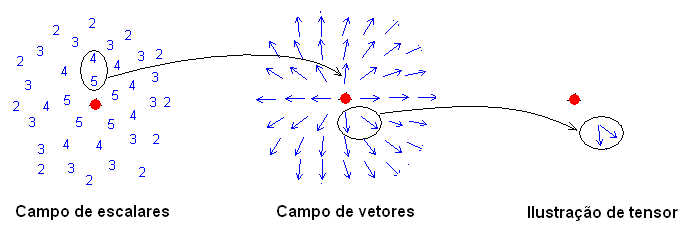
Escalares, vetores e tensor

- Eletromagnético - Uma carga elétrica também gera um campo de tensores eletromagnéticos, conceito explorado na teoria da relatividade. Neste caso o tensor resulta da interação em cada ponto do campo elétrico e magnético. O tensor eletromagnético é dado por:

{\displaystyle F^{\mu \nu }={\begin{bmatrix}0&-E_{x}/c&-E_{y}/c&-E_{z}/c\\E_{x}/c&0&-B_{z}&B_{y}\\E_{y}/c&B_{z}&0&-B_{x}\\E_{z}/c&-B_{y}&B_{x}&0\end{bmatrix}}}.
- Gravidade - O mesmo se aplicaria a um corpo e seu Campo gravitacional. Neste caso teríamos um campo de tensores métricos descrito nas Equações de campo de Einstein. O tensor métrico em um espaço de Minkowski é:

{\displaystyle g_{\mu \nu }={\begin{pmatrix}1&0&0&0\\0&-1&0&0\\0&0&-1&0\\0&0&0&-1\end{pmatrix}}}.

## Ordem
A ordem (ou grau) de um tensor é a dimensionalidade da matriz necessária para representá-lo. Um tensor de ordem n em um espaço com três dimensões possui 3n componentes. A figura 1 mostra um tensor de ordem 2 e seus nove componentes. Um vetor e um escalar são casos particulares de tensores, respectivamente de ordem um e zero. Um número é uma matriz de dimensão 0, por isso para representar um escalar usamos um tensor de ordem 0. Raramente um tensor possui ordem diferente de 2 salvo, naturalmente, um vetor ou escalar.

## Covariância e contravariância
Assim como os componentes de um vetor mudam quando mudamos a base do espaço vetorial, os componentes de
um tensor também mudam sob tal transformação. Se um índice de um tensor em uma mudança de base se transforma como um vetor com o inverso da transformação de base (por exemplo, a posição e a velocidade variam de forma oposta ao da nova base) ele é dito contravariante e é tradicionalmente denotado com um índice (sobrescrito) superior. Um índice que se transforma com a transformação própria base é chamado covariante e é indicado com um índice
inferior (subscrito)
(covariância e contravariância).
Um tensor de ordem m com n índices contravariantes e m-n índices covariantes é dito de ordem ou tipo  (n,m-n). Um tensor {\displaystyle T^{i\dots n}} é dito um tensor contravariante de ordem n (ou n vezes contravariante) onde n é o número de índices sobrescritos. Analogamente {\displaystyle T_{i\dots m}} é um vetor covariante de ordem m (ou m vezes covariante) e {\displaystyle T_{j\dots m}^{i\dots n}} um tensor de ordem n+m, ou um tensor n vezes contravariante e m vezes covariante.

### Definição informal
Um objeto com componentes {\displaystyle T^{ij\dots n}} em um referencial {\displaystyle x^{i}} e componentes {\displaystyle T^{i\prime j'\dots n\prime }} em um referencial {\displaystyle x^{i\prime }} é chamado de tensor contravariante se é transformado de acordo com
{\displaystyle T^{i\prime j\prime \dots n\prime }=T^{ij\dots n}p_{i}^{i\prime }p_{j}^{j\prime }\dots p_{n}^{n\prime }}
onde {\displaystyle p_{i}^{i\prime }} é definido como
{\displaystyle p_{i}^{i\prime }={\frac {\partial x^{i\prime }}{\partial x^{i}}}}.
É chamado de tensor covariante o objeto matemático do tipo {\displaystyle T_{ij\dots n}} em um referencial {\displaystyle x^{i}} e componentes {\displaystyle T_{i\prime j\prime \dots n\prime }} em um referencial {\displaystyle x^{i\prime }} que se transforma da seguinte maneira
{\displaystyle T_{i\prime j\prime \dots n\prime }=T_{ij\dots n}p_{i\prime }^{i}p_{j\prime }^{j}\dots p_{n\prime }^{n}}.
Temos, então, que um tensor é, de forma geral, a entidade matemática do tipo {\displaystyle T_{l\dots m}^{i\dots n}} em um dado referencial {\displaystyle x^{i}} que se transforma para um referencial {\displaystyle x^{i\prime }} da seguinte forma
{\displaystyle T_{l\dots m}^{i\dots n}=p_{i}^{i\prime }\dots p_{n}^{n\prime }p_{l\prime }^{l}\dots p_{m\prime }^{m}T_{l\prime \dots m\prime }^{i\prime \dots n\prime }} e {\displaystyle T_{j\dots m}^{i\dots n}}.

## Convenção de Einstein
A Notação de Einstein ou convenção somatória de Einstein é uma convenção que simplifica o tratamento de fórmulas com vetores e tensores introduzida por Albert Einstein em 1916. De acordo com esta convenção, quando uma variável de índice aparece duas vezes em um único termo, uma vez em um (sobrescrita) superior e uma vez em uma posição inferior (subscrito), isso implica que estamos somando sobre todos os seus possíveis valores. Em aplicações típicas, os valores de índice são 1,2,3 (que representam as três dimensões da física espaço euclidiano), Ou 0,1,2,3 ou 1,2,3,4 (representando as quatro dimensões do espaço-tempo, ou espaço de Minkowski), Mas pode ter qualquer alcance, até mesmo (em algumas aplicações) um conjunto infinito. Assim, em três dimensões
{\displaystyle y=c_{i}x^{i}\,}
significa
{\displaystyle y=\sum _{i=1}^{3}c_{i}x^{i}=c_{1}x^{1}+c_{2}x^{2}+c_{3}x^{3}.}
e
{\displaystyle y=c_{i}x^{i}d_{j}x^{j}\,}
significa
{\displaystyle y=\sum _{i=1}^{3}c_{i}x^{i}\sum _{j=1}^{3}d_{j}x^{j}.}

## Operações
Há uma série de operações básicas que podem ser realizadas com tensores que mais uma vez produzem um tensor. A natureza linear do tensor implica que dois tensores do mesmo tipo podem ser somados, tensores podem ser multiplicados por um escalar com resultados análogos aos de um vetor. Estas operações são realizadas componente a componente e não alteram o tipo de tensor, embora existam também operações que mudam o tipo de tensor.

### Soma de tensores
A soma dos tensores S + T é calculada de maneira intuitiva componente a componente. Os tensores devem ter a mesma ordem e tipo.
Por exemplo, para tensores de segunda ordem:
{\displaystyle \mathbf {[S+T]} _{ij}=S_{ij}+T_{ij}}
onde Sij e Tij representam as componentes ij dos tensores S e T respectivamente.

### Produto tensorial
O Produto tensorial ou externo toma dois tensores, S e T e produz um novo tensor, S {\displaystyle \otimes } T, cuja ordem é a soma das ordens dos tensores originais.
Para dois vetores (tensores de 1a ordem) S e T, o produto tensorial S {\displaystyle \otimes } T resulta em um tensor P de 2a ordem cujos componentes são:
{\displaystyle P=(S\otimes T)_{ij}=S_{i}\,T_{j}}.
O produto de um vetor e um tensor de 2a ordem resulta em um tensor de 3a ordem:
{\displaystyle P=(S\otimes T)_{ijk}=S_{i}\,T_{jk}}.
O produto de dois tensores de 2a ordem resulta em um tensor de 4a ordem:
{\displaystyle P=(S\otimes T)_{ijkl}=S_{ij}\,T_{kl}}.
Ou, genericamente, e de acordo com a notação covariante-contravariante:
{\displaystyle P=(S\otimes T)_{j_{1}\ldots j_{k}j_{k+1}\ldots j_{k+n}}^{i_{1}\ldots i_{l}i_{l+1}\ldots i_{l+m}}=S_{j_{1}\ldots j_{k}}^{i_{1}\ldots i_{l}}T_{j_{k+1}\ldots j_{k+n}}^{i_{l+1}\ldots i_{l+m}},}
Sendo S do tipo (k,l) e T do tipo (n,m), o produto é do tipo (k+n,l+m).

### Contração
Contração de um tensor (contração tensorial) é uma operação que reduz o total da ordem de um tensor por dois. A operação é realizada somando um (ou mais) índice contravariante com um índice covariante do tensor.
Por exemplo, um tensor (1,1) é contraído em um escalar por meio da fórmula
{\displaystyle T_{i}^{i}}.
Que significa (para três dimensões):
{\displaystyle T_{i}^{i}=\sum _{i=1}^{3}T_{i}^{i}}.
Este valor é conhecido como traço do tensor T e é designado por trT. Genericamente o traço é igual à soma dos elementos da diagonal.
Um tensor de 4a ordem {\displaystyle T_{kl}^{ij}} pode ser contraído igualando i e k, resultando no tensor de 2a ordem {\displaystyle T_{il}^{ij}}.

### Produto interno
O produto interno de dois tensores, S e T  é obtido pela combinação do produto externo com uma ou mais contrações.
Primeiro calculamos {\displaystyle S\otimes T}. Para dois tensores de 2a ordem:
{\displaystyle (S\otimes T)_{kl}^{ij}=S_{k}^{i}\,T_{l}^{j}}
e, em seguida realizamos uma contração (por exemplo, i = l):
{\displaystyle (ST)_{k}^{j}=(S\otimes T)_{ki}^{ij}}.
- Para dois tensores de 1a ordem (dois vetores), não é difícil perceber que isto resulta no produto escalar dos vetores (S T = Si Ti).
- Para dois tensores de 2ª ordem, o produto interno pode ser obtido pelo produto de duas matrizes:

{\displaystyle P_{k}^{i}=S_{j}^{i}\,T_{k}^{j}=\sum _{j=1}^{N}S_{ij}T_{jk}}
- Subir ou descer um índice. Quando em um espaço vetorial está definido o produto interno (ou métrica como é conhecida, neste contexto), existem operações que convertem um índice contravariante (superior) em um índice covariante (inferior) e vice-versa. Veja Raising and lowering indices.

## Pseudotensores
Pseudotensores são uma classe matemática que generalizam vetores axiais da mesma maneira que tensores generalizam vetores polares.
Um pseudotensor de ordem n representa a quantidade especificada por 3n números reais (os respectivos componentes do pseudotensor) os quais se transformam sob mudanças de sistemas de coordenadas de acordo com a lei:
{\displaystyle A'_{i_{1}i_{2}...i_{n}}=\alpha _{i_{1}'k_{1}}\alpha _{i_{2}'k_{2}}...\alpha _{i_{n}'k_{n}}A_{k_{1}k_{2}...kn}\Delta }.
Onde {\displaystyle A_{k_{1}k_{2}...k_{n}},A'_{i_{1}i_{2}...i_{n}}}são as componentes do pseudotensor no antigo e no novo sistema de coordenadas K e K', respectivamente, {\displaystyle \alpha _{i_{1}'k_{1}}}é o cosseno do ângulo entre o i1ésimo eixo de K' e o k1ésimo eixo de K (o mesmo vale para {\displaystyle \alpha _{i_{2}'k_{2}...i_{n}'k_{n}}}), e Δ é o determinante. A lei que rege a transformação se difere da lei de um tensor comum apenas pela presença do fator Δ. Portanto, pseudotensores se comportam da mesma maneira que tensores normais sob transformações apropriadas, mas as leis de transformação diferem se as transformações são impróprias.

### Propriedades
1. A soma de dois pseudotensores de ordem n é um pseudotensor de ordem n;
2. O produto de dois pseudotensores de ordens m e n é um tensor comum de ordem m + n;
3. O produto de um pseudotensor de ordem m e um tensor de ordem n é um pseudotensor de ordem m + n;
4. A contração de um pseudotensor dá um pseudotensor de ordem menor.